# Кикер
Кике́р (рос. Кыкер) — село у складі Тунгокоченського району Забайкальського краю, Росія. Адміністративний центр Кикерського сільського поселення.

## Населення
Населення — 440 осіб (2010; 574 у 2002).
Національний склад (станом на 2002 рік):
- росіяни — 98 %